# Marillet (Lay)
Der Marillet ist ein Fluss in Frankreich, der im Département Vendée in der Region Pays de la Loire verläuft. Er entspringt an der Gemeindegrenze von La Chaize-le-Vicomte und Fougeré, entwässert in einem Bogen über Südwest nach Südost und mündet nach rund 29 Kilometern am westlichen Ortsrand von Mareuil-sur-Lay als rechter Nebenfluss in den Lay.

## Orte am Fluss
(in Fließreihenfolge)
- La Chaize-le-Vicomte
- Château-Guibert
- Mareuil-sur-Lay, Gemeinde Mareuil-sur-Lay-Dissais